# Lissonotus zellibori
Lissonotus zellibori är en skalbaggsart som beskrevs av Friedrich F. Tippmann 1953. Lissonotus zellibori ingår i släktet Lissonotus och familjen långhorningar. Inga underarter finns listade i Catalogue of Life.